# Макдональд, Рашин
Рашин Макдональд (англ. Rusheen McDonald) — ямайский легкоатлет, который специализируется в беге на 400 метров. Серебряный призёр CARIFTA Games 2011 года в эстафете 4×400 метров. Серебряный призёр чемпионата мира 2013 года в составе эстафетной команды 4×400 метров. Выступал на олимпийских играх 2012 года, но не смог пройти дальше предварительных забегов.

## Достижения
На чемпионате мира 2015 года в предварительном забеге установил новый национальный рекорд — 43,93. Он стал 11-м человеком в истории, кому удалось пробежать эту дистанции быстрее 44 секунд.